# Thor (film)
Thor – amerykański film akcji z elementami science fantasy z 2011 roku na podstawie serii komiksów o superbohaterze o tym samym imieniu wydawnictwa Marvel Comics. Za reżyserię odpowiadał Kenneth Branagh na podstawie scenariusza Ashleya Millera, Zacka Stentza i Doan Payne’a. Tytułową rolę zagrał Chris Hemsworth, a obok niego w rolach głównych wystąpili: Natalie Portman, Tom Hiddleston, Stellan Skarsgård, Colm Feore, Ray Stevenson, Idris Elba, Kat Dennings, Rene Russo i Anthony Hopkins.
Jest to historia Thora, następcy tronu z Asgardu, który zostaje wygnany z ojczyzny na Ziemię, gdzie poznaje astrofizyczkę Jane Foster. Pozbawiony swoich nadludzkich możliwości musi powstrzymać swojego adoptowanego brata Lokiego w przejęciu tronu Asgardu.
Thor wchodzi w skład I Fazy Filmowego Uniwersum Marvela. Jest to czwarty film należący do tej franczyzy i tworzy on jej pierwszy rozdział zatytułowany Saga Nieskończoności. Powstały jego trzy kontynuacje: Thor: Mroczny świat z 2013, Thor: Ragnarok z 2017 i Thor: Miłość i grom z 2022 roku.
Światowa premiera filmu miała miejsce 17 kwietnia 2011 roku w Sydney. W Polsce zadebiutował on 29 kwietnia tego samego roku. Przy budżecie 150 milionów dolarów Thor zarobił prawie 450 milionów dolarów. Film otrzymał również przeważnie pozytywne oceny od krytyków.

## Streszczenie fabuły
W 965 roku Odyn, król Asgardu, prowadzi wojnę przeciwko Lodowym Gigantom z Jotunheimu i ich przywódcy Laufeyu, aby powstrzymać ich przed zdobyciem dziewięciu światów, w tym również Ziemi. Asgardczycy pokonują Lodowych Gigantów i odbierają im ich źródło mocy, Urnę Przedwiecznej Zimy .
W czasach współczesnych syn Odyna, Thor, przygotowuje się do objęcia tronu Asgardu. Ceremonia zostaje przerwana, kiedy Lodowi Giganci próbują odzyskać Urnę. Thor udaje się do Jotunheim razem z bratem Lokim, przyjaciółką Sif i trójką wojowników: Volstaggiem, Fandralem i Hogunem, aby skonfrontować się z Laufeyem. W bitwie interweniuje Odyn, aby uratować Asgardczyków, jednak rozejm z Lodowymi Gigantami zostaje zniszczony. Wobec arogancji syna Odyn odbiera mu jego boską moc i wypędza go na Ziemię jako śmiertelnika. Wysyła tam również jego młot, Mjølner, chroniony przez zaklęcie, które pozwala na podniesienie go tylko osobie tego godnej .
Thor zostaje odnaleziony na Ziemi przez astrofizyczkę Jane Foster, jej asystentkę Darcy Lewis i mentora Erika Selviga. Miejscowa ludność odnajduje Mjølner, który wkrótce zostaje objęty badaniami T.A.R.C.Z.Y., nad którymi czuwa agent Phil Coulson. Rekwiruje on również badania Foster dotyczące tunelu, którym Thor dostał się na Ziemię. Ten ostatni dowiaduje się, że jego młot znajduje się niedaleko, i wyrusza na jego poszukiwanie. Gdy dociera na miejsce, okazuje się, że nie może go podnieść. Zostaje zatrzymany przez T.A.R.C.Z.Ę., a następnie uwolniony dzięki pomocy Selviga. Thor godzi się z wygnaniem i rozwija swój romans z Foster .
Loki odkrywa, że jego prawdziwym ojcem jest Laufey i że został adoptowany przez Odyna po zakończeniu wojny. Kiedy Odyn wpada w głęboki sen, aby odzyskać siły, Loki obejmuje tron i oferuje Laufeyowi szansę na zabicie Odyna i odebranie Urny. Sif niezadowolona z rządów Lokiego wraz z trójką wojowników przekonują Heimdalla, strażnika Bifröstu (mostu służącego do podróży między światami), aby umożliwił im przejście na Ziemię. Loki, odkrywając ich plan, wysyła na Ziemię Niszczyciela, aby zabił Thora. Sif wraz z wojownikami odnajdują Thora, ale nie radzą sobie z atakiem Niszczyciela. Thor postanawia ofiarować się, by ocalić wszystkim życie; zostaje uderzony przez Niszczyciela i jest bliski śmierci. Jego poświęcenie dowodzi, że jest godny Mjølnera. Młot powraca do niego, przywracając jego boską moc. Thor pokonuje Niszczyciela, po czym żegna się z Foster, lecz obiecuje powrócić. Udaje się, wraz z Sif i wojownikami, do Asgardu, by skonfrontować się z bratem .
W Asgardzie Loki zdradza i zabija Laufeya ujawniając przy tym swój plan zniszczenia Jotunheimu za pomocą Bifröstu, aby udowodnić, że jest godny swego przybranego ojca. Thor powraca i walczy z Lokim na Bifröście, niszcząc most. Odyn budzi się i próbuje zapobiec ich upadkowi w przepaść w wyniku zniszczenia mostu. Kiedy Odyn odmawia uznania Lokiego, ten spada w przepaść. Thor przyznaje ojcu, że nie jest gotowy na objęcie tronu Asgardu. Na Ziemi Foster wraz z zespołem szuka sposobu na otworzenie portalu łączącego ich z Asgardem .
W scenie po napisach, Nick Fury w siedzibie T.A.R.C.Z.Y. prosi Selviga o zbadanie tajemniczego obiektu w kształcie sześcianu. Niewidzialny Loki skłania Selviga, aby się zgodził .

## Obsada
- Chris Hemsworth jako Thor, następca tronu Asgardu, syn Odyna i Friggi. Jego bronią jest młot Mjølner, dzięki któremu może wzywać pioruny oraz nimi władać[5]. Dakota Goyo wcielił się w Thora jako dziecko[6].
- Natalie Portman jako Jane Foster, astrofizyk, obiekt uczuć Thora[7].
- Tom Hiddleston jako Loki, adoptowany brat Thora[8]. Ted Allpress zagrał Lokiego jako dziecko[9].
- Stellan Skarsgård jako Erik Selvig, były profesor astrofizyki, mentor Jane Foster[10].
- Colm Feore jako Laufey, władca Lodowych Gigantów i biologiczny ojciec Lokiego[11].
- Ray Stevenson jako Volstagg, przyjaciel Thora, jeden z Trzech Wojowników[12].
- Idris Elba jako Heimdall, asgardzki wartownik pilnujący mostu Bifröst[13].
- Kat Dennings jako Darcy Lewis, asystentka Jane Foster[14].
- Rene Russo jako Frigga, królowa Asgardu, żona Odyna, matka Thora i przybrana matka Lokiego[15].
- Anthony Hopkins jako Odyn, władca Asgardu, mąż Friggi, ojciec Thora i przybrany ojciec Lokiego[16].

W filmie wystąpili ponadto: Josh Dallas i Tadanobu Asano jako Fandral i Hogun, należący razem z Volstaggiem do Trzech Wojowników, przyjaciół Thora; Jaimie Alexander jako Sif, asgardzka wojowniczka oraz Clark Gregg i Maximiliano Hernández jako Phil Coulson i Jasper Sitwell, agenci T.A.R.C.Z.Y.. Joseph Gatt, Troy Brenna i Josh Coxx zagrali Lodowych Gigantów.
W rolach cameo pojawili się: twórcy komiksów Marvela, Stan Lee i J. Michael Straczynski jako kierowcy pick-upa oraz Walter Simonson jako gość na bankiecie w Asgardzie; Jeremy Renner jako Clint Barton oraz w scenie po napisach Samuel L. Jackson jako Nick Fury, dyrektor T.A.R.C.Z.Y..

## Produkcja

### Rozwój projektu

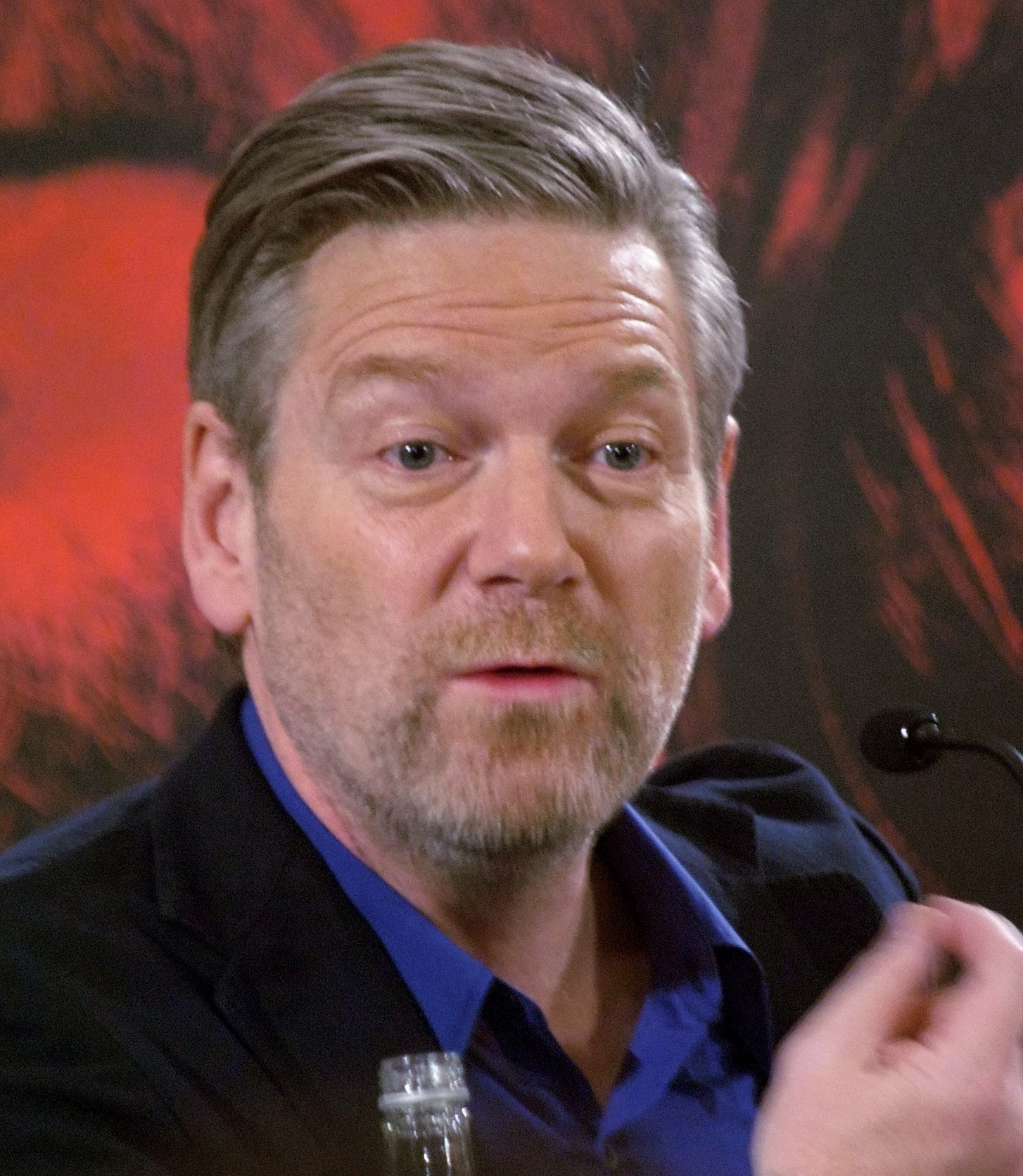
Reżyser filmu, Kenneth Branagh

Na początku lat dziewięćdziesiątych Sam Raimi przedstawił pomysł na film o Thorze. Spotkał się on wtedy ze Stanem Lee i przedstawił projekt 20th Century Fox, jednak studio nie było zainteresowane. Do projektu powrócono po sukcesie filmu X-Men z 2000 roku i rozważano go w postaci filmu telewizyjnego. Stacja telewizyjna UPN zainteresowana była jego emisją, a Tyler Mane został obsadzony w tytułowej roli. W maju 2000 roku Marvel Studios nawiązało współpracę z Artisan Entertainment, aby sfinansować produkcję filmu. W lipcu 2004 roku Sony Pictures Entertainment zakupiło prawa do filmu, a w grudniu rozpoczęto negocjacje z Davidem Goyerem dotyczące napisania scenariusza i reżyserii. W 2005 roku rozmowy z Goyerem nadal trwały, ale ostatecznie zakończyły się fiaskiem.
W kwietniu 2006 roku poinformowano, że Mark Protosevich napisze scenariusz, a projekt został przejęty przez Paramount Pictures po nabyciu praw do dystrybucji od Sony. W tym samym roku ogłoszono, że za produkcję będzie odpowiadało Marvel Studios. W sierpniu 2007 roku zatrudniło Matthew Vaughna na stanowisko reżysera filmu. Vaughn również zmodyfikował scenariusz Protosevicha, aby zmniejszyć budżet filmu o połowę. Początkowa wersja Protosevicha zakładała budżet w wysokości 300 milionów dolarów. Po sukcesie filmu Iron Man z 2008 roku studio wyznaczyło amerykańską datę premiery na 4 czerwca 2010 roku, a Iron Man 2 miał posłużyć do przedstawienia postaci Thora.
W maju 2008 roku Vaughn został zwolniony z projektu, a studio poprosiło Protosevicha o napisanie nowego scenariusza i rozpoczęło poszukiwania nowego reżysera. Guillermo del Toro prowadził rozmowy ze studiem dotyczące objęcia stanowiska reżysera filmu, jednak zrezygnował na rzecz pracy nad Hobbitem. W grudniu poinformowano, że Kenneth Branagh został zatrudniony na stanowisku reżysera. W marcu 2009 roku amerykańska data premiery filmu została dwukrotnie przesunięta. Początkowo na 17 czerwca 2011 roku, a później na 20 maja. W styczniu 2010 roku data premiery została ponownie przesunięta, tym razem na 6 maja. Ujawniono wtedy, że nad scenariuszem pracowali również Ashley Miller, Zack Stentz i Don Payne. Studio, reżyser i scenarzyści konsultowali się z naukowcami z National Academy of Sciences z programu „Science & Entertainment Exchange”, aby zapewnić realistyczne tło naukowe w filmie.

### Casting
W październiku 2008 roku poinformowano, że Marvel Studios zaproponowało Danielowi Craigowi rolę Thora, jednak aktor zrezygnował z niej na rzecz zagrania Jamesa Bonda. W lutym 2009 roku Samuel L. Jackson podpisał kontrakt ze studiem na dziewięć filmów, w których miał wystąpić w roli Nicka Fury’ego, w tym w filmie Thor. W maju poinformowano, że Chris Hemsworth zagra tytułową rolę, a Tom Hiddleston jego przybranego brata, Lokiego. Hiddleston, Liam Hemsworth i Kevin McKidd również byli brani pod uwagę do roli Thora. W lipcu ujawniono, że Natalie Portman zagra Jane Foster. 
We wrześniu do obsady dołączyli Jaimie Alexander jako Sif i Colm Feore. W październiku poinformowano, że w filmie wystąpią Anthony Hopkins jako Odyn i Stellan Skarsgård. W listopadzie do obsady dołączyli Stuart Townsend jako Fandral, Tadanobu Asano jako Hogun, Ray Stevenson jako Volstagg, Idris Elba jako Heimdall i Kat Dennings jako Darcy. W grudniu poinformowano, że Rene Russo zagra Friggę oraz że w filmie zagrają także Joseph Gatt, Troy Brenna i Josh Coxx. 
W styczniu 2010 roku, kilka dni przed rozpoczęciem zdjęć, poinformowano, że Townsenda zastąpi Joshua Dallas. W tym samym miesiącu ujawniono, że Clark Gregg powróci jako Phil Coulson, a do obsady dołączyła Adriana Barraza. Ostatecznie sceny z jej udziałem zostały wycięte. W kwietniu Jackson poinformował, że jednak nie pojawi się w filmie, a w lutym 2011 roku ujawnił, że nagrał jedynie występ cameo.

### Zdjęcia i postprodukcja
Zdjęcia do filmu rozpoczęły się w 11 stycznia 2010 roku w Los Angeles. 15 marca produkcja przeniosła się do Galisteo w Nowym Meksyku. Prace na planie zakończyły się 6 maja. Za zdjęcia odpowiadał Haris Zambarloukos, scenografią zajął się Bo Welch, a kostiumy zaprojektowała Alexandra Byrne.
Dodatkowe zdjęcia do filmu zrealizowano w październiku. Scenę po napisach wyreżyserował Joss Whedon. Montażem zajął się Paul Rubell. Efekty specjale zostały stworzone przez studia produkcyjne: Whiskytree, BUF Compagnie, Digital Domain, Luma Pictures, Fuel VFX, Evil Eye Pictures, The Third Floor i Legacy Effects, a odpowiadał za nie Wesley Sewell. Whiskytree zajęło się efektami związanymi z wyglądem Asgardu. BUF Compagnie pracowało nad wyglądem Bifröstu i obserwatorium Heimdalla. Digital Domain stworzyło sceny w Jotunheim, a także wygląd Lodowych Gigantów. Luma Pictures pracowało nad scenami z Niszczycielem i scenami na Ziemi. Legacy Effects przygotowało wygląd zbroi Lodowych Gigantów.

## Muzyka
Patrick Doyle został zatrudniony do skomponowania muzyki do filmu. Ścieżka dźwiękowa została nagrana w Air Lyndhurst Studio w Londynie z udziałem London Symphony Orchestra pod kierownictwem Jamesa Shearmana. Album z muzyką Doyle’a, Thor Original Motion Picture Soundtrack, został wydany 3 maja 2011 roku przez Buena Vista Records.
W filmie ponadto został wykorzystany utwór „Walk” zespołu Foo Fighters. Kevin Feige wyjawił, że został on włączony do filmu w ostatniej chwili.
| Thor Original Motion Picture Soundtrack – 2011 | Thor Original Motion Picture Soundtrack – 2011 | Thor Original Motion Picture Soundtrack – 2011 | Thor Original Motion Picture Soundtrack – 2011 |
| Nr                                             | Tytuł utworu                                   | Muzyka                                         | Długość                                        |
| ---------------------------------------------- | ---------------------------------------------- | ---------------------------------------------- | ---------------------------------------------- |
| 1.                                             | „Chasing the Storm”                            | P. Doyle                                       | 3:11                                           |
| 2.                                             | „Prologue”                                     | P. Doyle                                       | 3:09                                           |
| 3.                                             | „Sons of Odin”                                 | P. Doyle                                       | 1:48                                           |
| 4.                                             | „A New King”                                   | P. Doyle                                       | 3:00                                           |
| 5.                                             | „Ride to Observatory”                          | P. Doyle                                       | 2:10                                           |
| 6.                                             | „To Jotunheim”                                 | P. Doyle                                       | 2:19                                           |
| 7.                                             | „Laufey”                                       | P. Doyle                                       | 3:40                                           |
| 8.                                             | „Frost Giant Battle”                           | P. Doyle                                       | 4:22                                           |
| 9.                                             | „Banishment”                                   | P. Doyle                                       | 1:53                                           |
| 10.                                            | „Crisis In Asgard”                             | P. Doyle                                       | 2:18                                           |
| 11.                                            | „Odin Confesses”                               | P. Doyle                                       | 2:43                                           |
| 12.                                            | „Hammer Found”                                 | P. Doyle                                       | 1:11                                           |
| 13.                                            | „Urgent Matter”                                | P. Doyle                                       | 2:21                                           |
| 14.                                            | „The Compound”                                 | P. Doyle                                       | 7:40                                           |
| 15.                                            | „Loki’s Lie”                                   | P. Doyle                                       | 1:54                                           |
| 16.                                            | „My Bastard Son”                               | P. Doyle                                       | 2:39                                           |
| 17.                                            | „Science and Magic”                            | P. Doyle                                       | 2:53                                           |
| 18.                                            | „The Destroyer”                                | P. Doyle                                       | 2:57                                           |
| 19.                                            | „Forgive Me”                                   | P. Doyle                                       | 2:40                                           |
| 20.                                            | „Thor Kills the Destroyer”                     | P. Doyle                                       | 1:53                                           |
| 21.                                            | „Brothers Fight”                               | P. Doyle                                       | 6:59                                           |
| 22.                                            | „Letting Go”                                   | P. Doyle                                       | 3:17                                           |
| 23.                                            | „Can You See Jane?”                            | P. Doyle                                       | 2:23                                           |
| 24.                                            | „Earth to Asgard”                              | P. Doyle                                       | 2:33                                           |
|                                                |                                                |                                                | 1:11:53                                        |

## Promocja

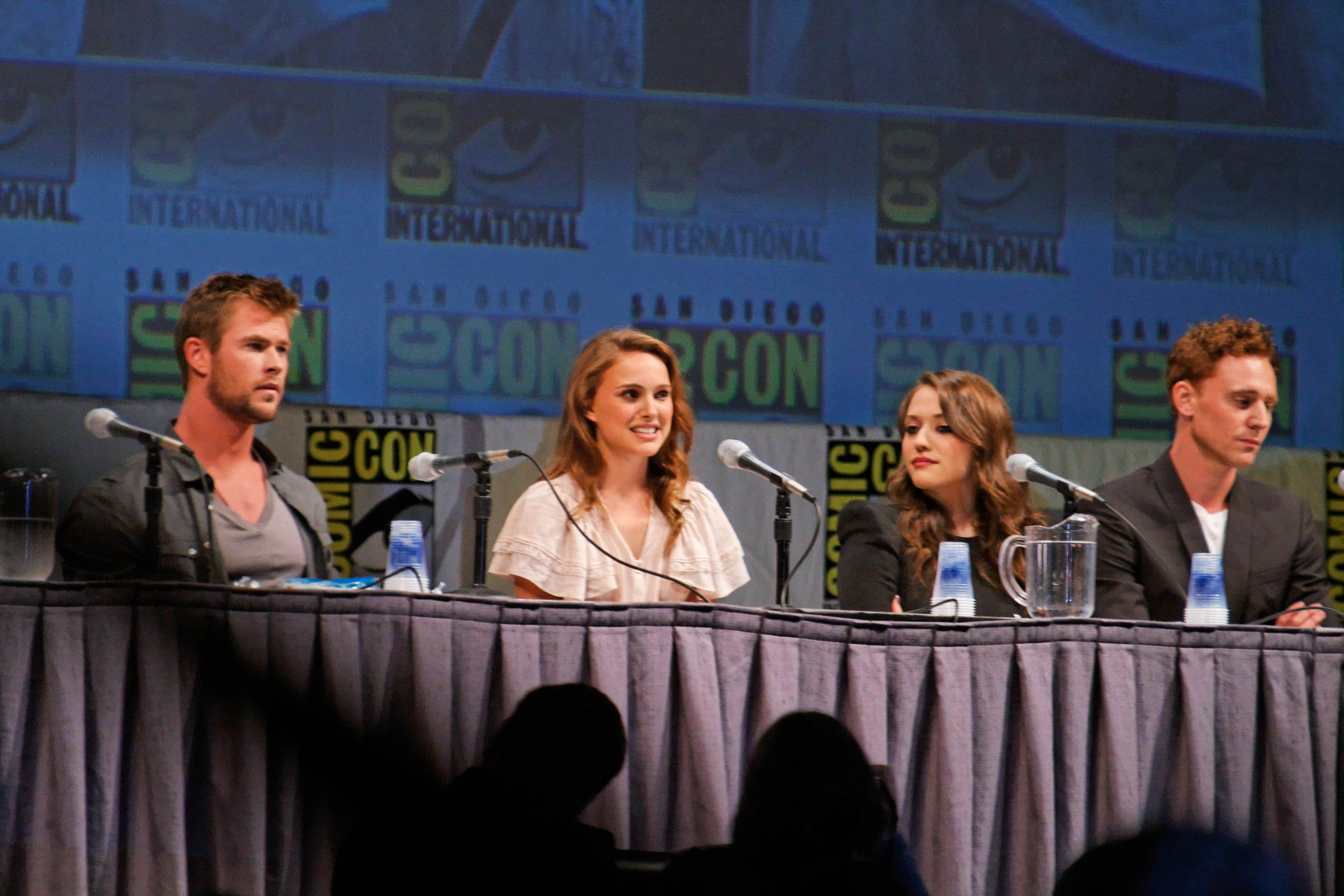
Obsada filmu podczas San Diego Comic Conu w 2010 roku

W lipcu 2010 roku Kenneth Branagh, Chris Hemsworth, Natalie Portman, Kat Dennings, Tom Hiddleston i Clark Gregg pojawili się na panelu studia podczas San Diego Comic-Conu. Zwiastun filmu został pokazany 6 lutego 2011 roku podczas Super Bowl XLV. 
3 maja Sega wydała grę wideo Thor: God of Thunder. Jej scenariusz napisał Matt Fraction. Hemsworth, Hiddleston i Jaimie Alexander powtarzają swoje role z filmów. Gra została wydana na konsolach: PlayStation 3, Wii i Xbox 360 oraz przenośnych konsolach: Nintendo DS i Nintendo 3DS.
Partnerami promocyjnymi filmu były firmy: Dr Pepper, Burger King, 7-Eleven i Visa.
Komiksy powiązane / Przewodniki
6 lipca 2011 roku Marvel Comics wydało nieoficjalny komiks Captain America & Thor: Avengers, za którego scenariusz odpowiadał Fred Van Lente, a za rysunki Ron Lim. Jest to zbiór dwóch opowiadań zainspirowanych odpowiednio filmami Thor i Kapitan Ameryka: Pierwsze starcie. 16 stycznia i 20 lutego 2013 roku została wydana dwu-zeszytowa adaptacja filmu, Marvel’s Thor, ze scenariuszem Christosa Gage’a i rysunkami Briana Haberlina.
23 grudnia 2015 roku został wydany cyfrowo Guidebook to the Marvel Cinematic Universe: Marvel’s Thor, który zawiera fakty dotyczące filmu, porównania do komiksów oraz informacje produkcyjne . 5 kwietnia 2017 roku udostępniono drukiem wydanie zbiorcze, w którym znalazła się także treść tego przewodnika, zatytułowana Marvel Cinematic Universe Guidebook: The Avengers Initiative.

## Wydanie

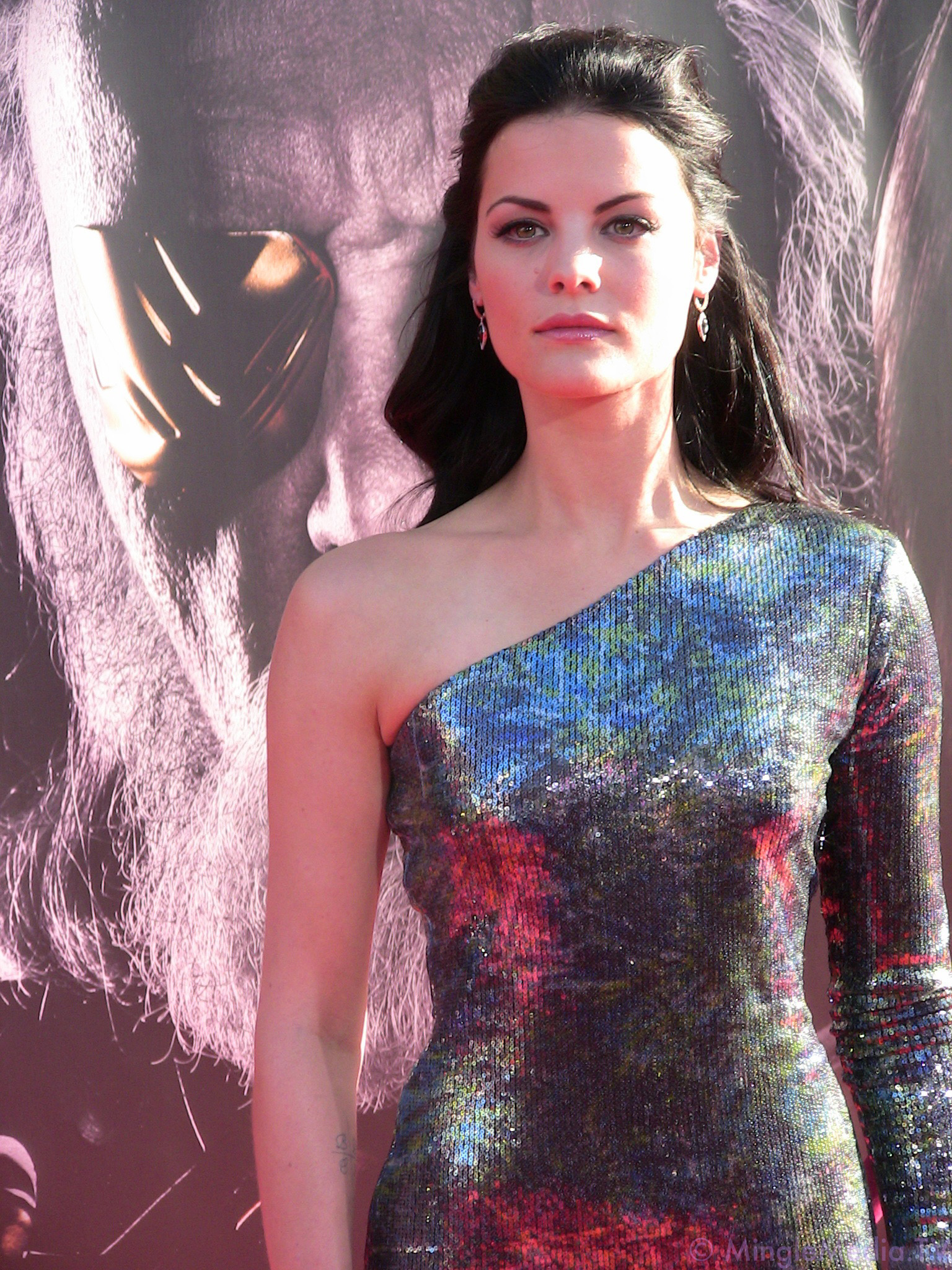
Jaimie Alexander podczas premiery w Sydney.

Światowa premiera filmu Thor miała miejsce 17 kwietnia 2011 roku w Event Cinemas na George Street w Sydney. Amerykańska premiera odbyła się 2 maja w El Capitan Theatre w Los Angeles. W obu wydarzeniach uczestniczyła obsada i ekipa produkcyjna filmu oraz zaproszeni specjalni goście. Premierom tym towarzyszył czerwony dywan oraz szereg konferencji prasowych.
Film zadebiutował dla szerszej publiczności 21 kwietnia w Australii. 27 kwietnia pojawił się w Belgii, Francji, Szwajcarii i Egipcie. 28 kwietnia dostępny był między innymi w Niemczech, Rosji, Korei Południowej i Nowej Zelandii. 29 kwietnia zadebiutował między innymi w Indiach, Wielkiej Brytanii, Brazylii, Meksyku i w Polsce. W Stanach Zjednoczonych i Kanadzie pojawił się 6 maja, a w Japonii dostępny był dopiero od 2 lipca.
Dystrybutorem filmu było Paramount Pictures, a w Polsce United International Pictures. W 2013 roku prawa do dystrybucji zostały odkupione przez The Walt Disney Company.
Film został wydany na nośnikach DVD i Blu-ray 13 września 2011 roku w Stanach Zjednoczonych przez Paramount Home Media Distribution. W Polsce został on wydany tego samego dnia przez Imperial CinePix. Wersja Blu-ray zawiera film krótkometrażowy Konsultant (oryg. The Consultant) z serii Marvel One-Shots, który bezpośrednio nawiązuje do wydarzeń z filmu Incredible Hulk.
2 kwietnia 2013 roku został wydany również w 10-dyskowej wersji kolekcjonerskiej Marvel Cinematic Universe: Phase One Collection, która zawiera 6 filmów Fazy Pierwszej, a 15 listopada tego samego roku został zawarty w specjalnej edycji zawierającej 23 filmy franczyzy tworzące The Infinity Saga.

## Odbiór

### Box office
Thor mając budżet wynoszący 150 milionów dolarów, w weekend otwarcia na świecie zarobił ponad 89 milionów dolarów debiutując w 56 krajach, a w weekend otwarcia w Stanach Zjednoczonych i Kanadzie uzyskał dochód prawie 66 milionów. Jego łączny przychód z biletów na świecie osiągnął prawie 450 milionów dolarów, z czego w Stanach Zjednoczonych i Kanadzie zarobił ponad 180 milionów.
Do największych rynków należały: Wielka Brytania (22,5 miliona), Australia (20,1 miliona), Meksyk (19,5 miliona), Francja (18,4 miliona), Rosja (16,5 miliona), Niemcy (16 milionów) i Korea Południowa (14,8 miliona). W Polsce w weekend otwarcia film zarobił prawie 480 tysięcy dolarów, a w sumie ponad 1,6 miliona.

### Krytyka w mediach
Film spotkał się z przeważnie pozytywną reakcją krytyków. W serwisie Rotten Tomatoes 77% z 287 recenzji uznano za pozytywne, a średnia ocen wystawionych na ich podstawie wyniosła 6,7/10. Na portalu Metacritic średnia ważona ocen z 40 recenzji wyniosła 57 punktów na 100. Natomiast według serwisu CinemaScore, zajmującego się mierzeniem atrakcyjności filmów w Stanach Zjednoczonych, publiczność przyznała mu ocenę B+ w skali od F do A+.
Megan Lehmann z „The Hollywood Reporter” napisała: „Ciskający młotem bóg piorunów rozpoczyna lato superbohaterów z hukiem”. Richard Roeper z „Chicago Sun-Times” stwierdził: „Dzięki uroczej, zabawnej i ujmującej grze australijskiego aktora Chrisa Hemswortha w roli tytułowej, Thor jest najbardziej rozrywkowym filmem o superbohaterach od czasów oryginalnego Spider-Mana”. Richard Kuipers z „Variety” stwierdził: „Thor jest dobry tak długo, jak długo kopane są tyłki, a konflikt rodzinny rozgrywa się w niebiańskich wymiarach, ale jest mniej ekscytujący podczas raczej krótkiego wygnania nordyckiego boga-wojownika na Ziemię”. A.O. Scott z „The New York Times” napisał: „normą w tym gatunku jest mieszanka młodzieńczych emocji, bezczelny humor, fajne efekty specjalne i przesadne sekwencje akcji, formuła, która przy odpowiednim castingu może sprawić, że niektóre okazy (jak pierwszy film Iron Man) będą wyglądać lepiej... Thor próbuje podążać tą drogą. Wymagane tematy – zemsta i zdrada, siła i racja, miłość i obowiązek – są należycie odhaczane”. Kenneth Turan z „Los Angeles Times” stwierdził: „mamy tu do czynienia z estetycznym dystansem między elementami przewidywalnymi a nieoczekiwanymi. „Thor” ma swoje mocne strony, ale w końcu jest czymś w rodzaju miszmaszu z zadatkami na to, by być bardziej interesującym, niż jest w stanie być”. Chris Hewitt z „Empire Magazine” napisał: „to powrót do formy dla Marvela, przedstawiający nowego bohatera, którego z radością zobaczymy ponownie za około rok”.
Michał Chudoliński z tygodnika „Polityka” stwierdził: „Uwielbiamy patrzeć, gdy on i jemu podobni bohaterzy walczą w słusznej sprawie, ponieważ daje to nam poczucie bezpieczeństwa i spokoju, choćby było tylko złudną fikcją. Szczególnie teraz, gdy w kinach puszczany jest film o jego perypetiach, udanie łączący motyw superbohaterów z estetyką adaptacji Władcy Pierścieni Petera Jacksona”. Dariusz Kuźma z serwisu Stopklatka.pl napisał: „Thor nie jest filmem bezbłędnym, bowiem i pod kątem fabuły, i rozwiązań inscenizacyjnych można by się do kilku rzeczy przyczepić... jest natomiast małym zaskoczeniem, bo o ile można było się spodziewać porządnego blockbustera z masą akcji i atrakcji, Kennethowi Branaghowi udało się przemycić do swojego filmu coś więcej”. Dawid Rydzek z portalu NaEkranie.pl napisał: „Odziany w czerwoną pelerynę, srebrzystą zbroję i z wielkim, nieporęcznym, ciężkim młotem, nordycki bóg wkracza na ekrany kin na całym świecie. I trzeba przyznać, robi to z niebywałą gracją. Nowy film ze stajni Paramount Pictures to kawał dobrej zabawy, to kino akcji ze świetnymi efektami specjalnymi podane w lekkim, strawnym stylu doprawione szczyptą humoru. Nie jest to może poziom pierwszego Iron Mana, ale niewiele brakuje”. Joanna Moreno z portalu Onet.pl stwierdziła, że: „Thor nie jest najlepszą ekranizacją komiksu. Nie jest też najgorszą”. Łukasz Muszyński z portalu Filmweb napisał: „Jak każdy reżyser z szekspirowskim rodowodem, Branagh przykłada dużą wagę do aktorstwa. Hemsworth jako Thor ma szelmowski uśmiech, kaloryfer na brzuchu i tyle buty, że można by nią obdzielić połowę polskich krytyków filmowych. Jeszcze lepszy jest Tom Hiddleston wcielający się w Lokiego. Już dawno w żadnej ekranizacji komiksu nie widziałem tak zniuansowanej i psychologicznie wiarygodnej postaci czarnego charakteru”.

### Nagrody i nominacje
| Rok  | Ceremonia                              | Kategoria                                                   | Nominowani                                                | Rezultat  | Przypis |
| ---- | -------------------------------------- | ----------------------------------------------------------- | --------------------------------------------------------- | --------- | ------- |
| 2011 | Teen Choice Awards                     | Filmowy przełomowy męski występ aktorski                    | Chris Hemsworth                                           | Nominacja | [ 95 ]  |
| 2011 | Scream Awards                          | The Ultimate Scream                                         | Thor                                                      | Nominacja | [ 96 ]  |
| 2011 | Scream Awards                          | Najlepszy film fantasy                                      | Thor                                                      | Nominacja | [ 96 ]  |
| 2011 | Scream Awards                          | Najlepszy superbohater                                      | Chris Hemsworth                                           | Nominacja | [ 96 ]  |
| 2011 | Scream Awards                          | Najlepsza aktorka drugoplanowa                              | Jaimie Alexander                                          | Nominacja | [ 96 ]  |
| 2011 | Scream Awards                          | Przełomowy występ aktorki                                   | Jaimie Alexander                                          | Nominacja | [ 96 ]  |
| 2011 | Scream Awards                          | Przełomowy występ aktora                                    | Chris Hemsworth                                           | Nominacja | [ 96 ]  |
| 2011 | Scream Awards                          | Przełomowy występ aktora                                    | Tom Hiddleston                                            | Nominacja | [ 96 ]  |
| 2011 | Scream Awards                          | Najlepsze efekty specjalne                                  | Thor                                                      | Nominacja | [ 96 ]  |
| 2011 | Scream Awards                          | Najlepszy film na podstawie komiksu                         | Thor                                                      | Nominacja | [ 96 ]  |
| 2011 | IGN Summer Movie Awards                | Najlepsza filmowa adaptacja komiksu                         | Thor                                                      | Nominacja | [ 97 ]  |
| 2011 | IGN Summer Movie Awards                | Najlepszy film lata                                         | Thor                                                      | Nominacja | [ 98 ]  |
| 2011 | IGN Summer Movie Awards                | Najlepszy stwór                                             | Niszczyciel                                               | Nominacja | [ 99 ]  |
| 2011 | IGN Summer Movie Awards                | Najlepsza walka                                             | Thor                                                      | Nominacja | [ 100 ] |
| 2011 | IGN Summer Movie Awards                | Ulubiony bohater                                            | Chris Hemsworth                                           | Nominacja | [ 101 ] |
| 2011 | IGN Summer Movie Awards                | Ulubiony złoczyńca                                          | Tom Hiddleston                                            | Nominacja | [ 102 ] |
| 2011 | IGN Summer Movie Awards                | Ulubione cameo                                              | Jeremy Renner                                             | Nominacja | [ 103 ] |
| 2011 | IGN Summer Movie Awards                | Ulubione cameo                                              | Samuel L. Jackson                                         | Nominacja | [ 103 ] |
| 2011 | IGN Summer Movie Awards                | Najlepsza broń                                              | Mjølner Thora                                             | Wygrana   | [ 104 ] |
| 2011 | World Soundtrack Awards                | Kompozytor roku                                             | Patrick Doyle                                             | Nominacja | [ 105 ] |
| 2012 | People’s Choice Awards                 | Ulubiony film akcji                                         | Thor                                                      | Nominacja | [ 106 ] |
| 2012 | People’s Choice Awards                 | Ulubiony superbohater                                       | Chris Hemsworth                                           | Nominacja | [ 106 ] |
| 2012 | Empire Awards                          | Najlepszy męski debiut                                      | Tom Hiddleston                                            | Wygrana   | [ 107 ] |
| 2012 | Empire Awards                          | Najlepszy film fantastycznonaukowy / fantasy                | Thor                                                      | Wygrana   | [ 107 ] |
| 2012 | MTV Movie Awards                       | Najlepszy bohater                                           | Chris Hemsworth                                           | Nominacja | [ 108 ] |
| 2012 | Saturn Awards                          | Najlepszy film fantasy                                      | Thor                                                      | Nominacja | [ 109 ] |
| 2012 | Saturn Awards                          | Najlepszy aktor drugoplanowy                                | Tom Hiddleston                                            | Nominacja | [ 109 ] |
| 2012 | Saturn Awards                          | Najlepsza scenografia                                       | Bo Welch                                                  | Nominacja | [ 109 ] |
| 2012 | Saturn Awards                          | Najlepsze kostiumy                                          | Alexandra Byrne                                           | Wygrana   | [ 109 ] |
| 2012 | Amerykańska Gildia Kostiumologów       | Najlepsze kostiumy w filmie fantasy                         | Alexandra Byrne                                           | Nominacja | [ 110 ] |
| 2012 | ASCAP Film and Television Music Awards | Kompozytor ścieżki dźwiękowej do najbardziej hitowego filmu | Patrick Doyle                                             | Wygrana   | [ 111 ] |
| 2012 | BET Awards                             | Najlepszy aktor                                             | Idris Elba                                                | Nominacja | [ 112 ] |
| 2012 | MovieGuide Awards                      | Najlepszy film dla dojrzałej publiczności                   | Thor                                                      | Nominacja | [ 113 ] |
| 2012 | SFX Awards                             | Najlepszy film                                              | Thor                                                      | Nominacja | [ 114 ] |
| 2012 | SFX Awards                             | Najlepszy reżyser                                           | Kenneth Branagh                                           | Nominacja | [ 114 ] |
| 2012 | VES Awards                             | Najlepsza wirtualne zdjęcia w filmie aktorskim              | Xavier Allard, Pierre Buffin, Nicolas Chevallier          | Nominacja | [ 115 ] |
| 2012 | VES Awards                             | Najlepiej wykreowane środowisko w filmie aktorskim          | Pierre Buffin, Audrey Ferrara, Yoel Godo, Dominique Vidal | Nominacja | [ 115 ] |

## Kontynuacje
W lipcu 2011 roku Marvel Studios oficjalnie zapowiedziało sequel. W grudniu poinformowano, że reżyserią zajmie się Alan Taylor. Scenariusz napisali Christopher Yost oraz duet Christopher Markus i Stephen McFeely. Thor: Mroczny świat zadebiutował w 2013 roku. W tytułowej roli powrócił Chris Hemsworth, a obok niego w rolach głównych wystąpili: Natalie Portman, Tom Hiddleston, Anthony Hopkins, Stellan Skarsgård, Idris Elba, Christopher Eccleston, Adewale Akinnuoye-Agbaje, Kat Dennings, Ray Stevenson, Zachary Levi, Tadanobu Asano, Jaimie Alexander i Rene Russo.
W październiku 2013 roku Kevin Feige poinformował, że planowana jest kontynuacja. Thor: Ragnarok został oficjalnie potwierdzony w październiku 2014 roku. W październiku ujawniono, że Taika Waititi został zatrudniony na stanowisku reżysera filmu. Scenariusz napisali Eric Pearson, Craig Kyle i Christopher Yost. Film miał premierę w 2017 roku. Hemsworth powrócił w tytułowej roli, a obok niego w rolach głównych wystąpili: Hiddleston, Elba, Hopkins, Cate Blanchett, Jeff Goldblum, Tessa Thompson, Karl Urban i Mark Ruffalo. 
W lipcu 2019 roku poinformowano, że Waititi zajmie się reżyserią czwartej części. W tym samym miesiącu Feige oficjalnie zapowiedział Thor: Miłość i grom. Waititi odpowiadał również za jego scenariusz. Film miał premierę w 2022 roku. W tytułowej roli powrócił ponownie Hemsworth, a obok niego w głównych rolach wystąpili: Thompson, Portman, Alexander, Christian Bale i Russell Crowe.
Hemsworth ponadto zagrał Thora w filmach Avengers z 2012, Avengers: Czas Ultrona z 2015, Avengers: Wojna bez granic z 2018 i Avengers: Koniec gry z 2019.